# Trois Femmes (Picasso)
Pour les articles homonymes, voir Trois femmes.
Trois Femmes est un tableau peint par Pablo Picasso à compter de septembre 1907 et terminé fin 1908. Cette huile sur toile primitiviste et précubiste représente trois femmes nues. Acquise par Leo et Gertrude Stein début 1909, elle est aujourd'hui conservée au musée de l'Ermitage, à Saint-Pétersbourg.